# Kärlekens hus
Kärlekens hus är en amerikansk-tysk dramafilm från 1969 med Keir Dullea och Senta Berger i bärande roller. Den gick upp på svenska biografer 26 oktober 1970 och är baserad på markis de Sades liv, i filmen kallad Louis Alphonse Donatien.

## Sammanfattning
Keir Dullea, i en film som kom närmast efter 2001 - Ett rymdäventyr, spelar huvudrollen som markis de Sade (Max Kiebach gestaltar honom som pojke). Filmens handling har en drömliknande karaktär. Medan den döende markisen erinrar sig episoder ur sitt liv utan inbördes ordning, terroriseras han av sin farbror i det förflutna och förföljs av forna tiders utsvävningar.

## Roller (urval)
- Markis de Sade - Max Kiebach / Keir Dullea
- Abbé de Sade, markisens farbror - John Huston [3]
- Anne-Prospère de Launay, markisens svägerska och föremål för hans åtrå - Senta Berger
- Renée Pélagie de Montreuil, markisinnan de Sade - Anna Massey
- Mme de Montreuil, svärmor - Lilli Palmer
- Laure de Lauris, markisens älskarinna - Christiane Krüger
- Rose Keller, prostituerad - Uta Levka
- Mademoiselle de Beauvoisin - Sonja Ziemann
- Mademoiselle Colet - Barbara Stanek
- Markisens mor - Susanne von Almassy
- Markisens far - Friedrich Schönfelder

## Synopsis(inledning)
Filmen inleds med en vinterscen. Den medelålders markis de Sade (Keir Dullea) kommer ridande till ett av sina släktgods. Han granskar en amulett han har och jämför den med insignier vid grindstolpen: båda har en utsirad 8. Plötsligt rusar poliser fram inifrån gården och meddelar att markisen är anhållen. De öppnar eld mot honom när han flyr och förtexterna börjar.
Markisen anländer till ett stort herresäte som senare visar sig vara La Coste. På väg in får han se en gamling vanka omkring. Markisen hälsar, men det väcker inget igenkännande hos den gamle. Markisen träder in i teatern på borggården där han möter sin farbror, abbé Jacques de Sade (John Huston), som ber honom stanna för att se en föreställning som satts upp för hans skull. Stycket börjar, och är en parodi på hur markisens föräldrar köpslår med herr och fru Montreuil om det förestående äktenskapet mellan deras barn. Markisen eller Louis som han nu kallas, avbryter spelet och återvänder till de egentliga förhandlingarna.

## Fotnoter
1. ↑  På engelska heter den De Sade, på tyska fick den titeln Das Ausschweifende Leben des Marquis De Sade.
2. ↑  Markisen blev felaktigt döpt till Donatien-Alphonse-François och skulle egentligen ha hetat Louis-Aldonse-Donatien. Under franska revolutionen kallade han sig enbart för Louis Sade.
3. ↑  Under filminspelningen uttryckte John Huston ett visst missnöje med att inte han hade tillfrågats om att regissera filmen.